# Marcelo Garraffo
Marcelo Garraffo, né le 5 septembre 1957 à Buenos Aires, est un joueur de hockey sur gazon argentin. Il est considéré comme un joueur de transition entre le hockey amateur argentin d'avant 1978 et celui d'après.

## Biographie
Formé au Club Ciudad de Buenos Aires (celui des cadres de la mairie de la ville), devenu jeune avant-centre titulaire dans la coupe du Monde 1978 jouée à Buenos Aires, à peine âgé de 19 ans il a enflammé les tribunes avec ses buts.
Autour de lui, une puissante équipe a été bâtie pendant les années 1980. Avec lui, et grâce à la bonne administration des dirigeants argentins de l'époque, il a fait partie de la première équipe argentine à avoir battu le champion olympique en titre, le Pakistan, pendant le Champions Trophy de 1987. Cette victoire marque le début de l'ascension du hockey masculin argentin, qui a atteint en 2005 la finale du championnat du monde junior. Les Argentins sont champions du monde juniors 2006.
Contemporain des grands changements du hockey argentin aux années 1980, il a été le protagoniste principale de cette transformation. Il a été le premier hockeyeur argentin masculin à participer à un spot télé en jouant son sport ; enfant du gazon naturel, il a vu l'arrivée du synthétique ; il a été pour l'abandon de l'amateurisme pur et dur ; il a été le premier à prendre le chemin de l'expatriation en Europe, chemin qui ont suivi plusieurs autres hockeyeurs argentins professionnels.
Garraffo, en entraînant le Deportivo Terrassa en Catalogne (1988-1991), a ouvert la voie à l'internationalisation des joueurs argentins. Certains de ses camarades de club comme Fernando Ferrara et Damian Angió sont devenus des internationaux italiens; un autre, Martín Pailós, est devenu un entraîneur ayant gagné plusieurs championnats en Espagne; un autre contemporain de cette époque est Sergio Vigil, le premier entraîneur argentin à revenir avec un Championnat du Monde féminin et deux médailles olympiques.
Marcelo Garraffo était souvent comparé à Maradona par sa virtuosité; cette comparaison, peu flatteuse est, au mieux, maladroite. Son jeu en réalité était plus proche du jeu asiatique, plein de finesse et d'adresse, combiné avec la puissance physique des joueurs européens et avec des superbes dons de tacticien.
Après quelques succès comme entraîneur, il est devenu Secrétaire d'État argentin aux sports pendant le gouvernement de Fernando de la Rua (1999-2001), et il s'est reconverti en homme d'affaires.